# Ponte (famiglia astigiana)
I Ponte, Del Ponte, Dal Ponte o Da Ponte furono una famiglia nobile "de hospitio" appartenenti alle casane astigiane.
Grazie alle loro attività commerciali e feneratizie e con oculate alleanze matrimoniali, raggiunsero posizioni di grande prestigio ed autorità nell'amministrazione comunale astigiana e casalese.

## Origini tra leggenda e storia

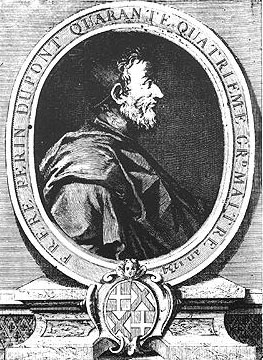
Pietrino Del Ponte, Gran Maestro dell'Ordine Gerosolimitano

Scarse e frammentarie solo le notizie dell'origine dei Ponte, la leggenda narra che derivino dagli Ottoni, in particolare dai duchi di Gheldria dell'XI secolo.
Le notizie documentate trattano già di alcuni membri della famiglia presenti nell'area di Pontestura nel 913 sotto il dominio di Berengario I. È probabile infatti che il loro cognome derivi proprio da quella località del basso Monferrato in cui era presente un castello alla confluenza del Po con il torrente Stura.
Grazie alla loro attività economica, la famiglia diventò presto valvassora di domini nel casalese ed in seguito nell'astigiano. Nel XIV secolo anche se di parte ghibellina si schierarono con i Savoia e Visconti nelle lotte contro il marchese Paleologo del Monferrato e questo gli costò la cacciata dalla città di Casale trovando asilo ad Asti a quel tempo sotto il dominio visconteo.

Moschetto Ponte ed il padre, dopo la cacciata da Casale, giunsero ad Asti e si posero al servizio del principe d'Acaja molte volte in lotta contro il Paleologo. I figli di Moschetto grazie all'arricchimento con l'attività casaniera, acquistarono prima il feudo di Corveglia e dieci anni dopo furono investiti dall'antipapa Clemente VII delle terre di Lombriasco. 
Francesco fu il membro della famiglia più importante nella città di Asti infatti nel 1386 fu credendario e sapiente di Asti, nonché podestà diAntignano.
Nel 1393 Corradino ottenne dalla famiglia Euganna di Barge le terre di Scarnafigi e Pietrino dieci anni dopo acquistò il feudo di Castellero da cui originò il ramo omonimo che diede origine ad un altro Pietrino che divenne Gran Maestro dell'Ordine Gerosolimitano nel XV secolo, egli collaborò con Carlo V nell'impresa di Tunisi.
Nel XVI secolo la famiglia si divise in due rami: 
- La linea di Lombriasco di cui si ricordano Nicolò avvocato fiscale ad Asti e senatore del Piemonte, padre di Amedeo, professore in legge a Torino, Consigliere di Stato e Senatore del Senato di Asti, poi di Torino, Presidente della contea di Asti e del marchesato di Ceva nel 1576. Amedeo nel 1577 divenne presidente del Magistrato della Camera per il Piemonte ed in seguito Presidente del senato torinese. Venne sepolto in Asti nel convento di San Francesco nel 1592.
- La linea di Castellero si ricordano oltre a Pietrino gran maestro gerosolimitano, Gaspare Amedeo presidente del Senato torinese e Gaspare Emanuele gentiluomo del Principe di Carignano.

Le due linee si estinsero nel Settecento, Luisa Ponte, ultima discendente, sposò il conte Giuseppe Gabuti di Bestagno, verso la metà del Settecento.

## L'attività economica
Nel XV secolo divennero importanti finanziatori del vescovo di Asti. Questo permise alla famiglia di allacciare contatti con il mondo religioso di allora ed in particolare con l'antipapa Clemente VII, di stanza ad Avignone. Infatti due membri della famiglia si trasferirono nella località francese aprendo un banco di credito in associazione con Lorenzo Scarampi. Nel 1376 Giovanni e Simone risultavano creditori della Camera apostolica e Corradino Ponte, nel 1393 proprietario di una casa ed una bottega.
La famiglia sviluppò il prestito anche a Ypres dove nel 1380 aprirono un banco con i Ricci ed i Roero.

## Le abitazioni

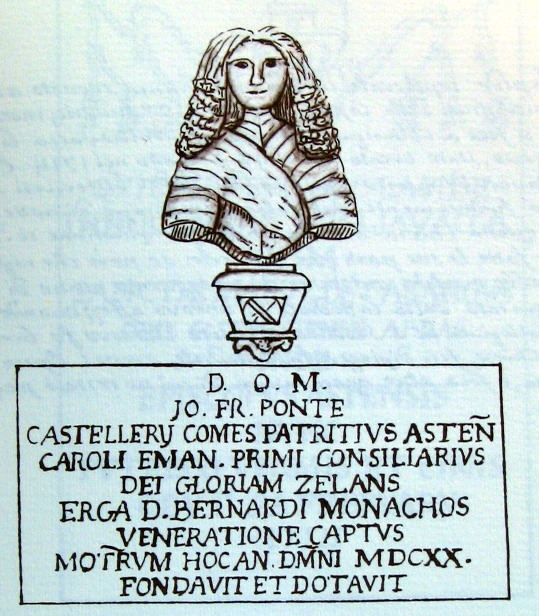
Chiesa della Consolata, busto del Conte di Castellero

Il palazzo più importante della famiglia si trova ad Asti, in via Quintino Sella, ora denominato Palazzo Gazzelli.
Altri edifici erano presenti nella zona di San Silvestro, tra via Hope e via Orfanotrofio ed occupavano l'attuale piazzetta della Consolata. Il conte Giovan Francesco Ponte, nel 1620, donò questi edifici ai Cistercensi per costruire un degno convento in città. 

All'angolo di via Malabayla con via Asinari, è ancora presente il vestigio di uno dei palazzi dei Ponte di Castellero e Lombriasco. La famiglia nel medioevo occupava tutto l'isolato che si estendeva fino a via Mazzini nella zona meridionale un tempo denominata contrada di sant'Agnese.

## Stemma
La bicromia argento-rosso, tra le più presenti in Asti è tradizionalmente utilizzata dalle famiglie legate all'impero e sono anche i primi colori usati dai comuni pedemontani (Asti, Ivrea, Vercelli, Alessandria, Alba).
Scudo: D'argento al decusse di rosso
Cimiero: un becco (caprone), nascente
Motto: EN. ESPERANCE.